# شاسی
شاسی (به فرانسوی: châssis) چارچوبی است برای اجسام تولیدشده، که در زمان استفاده یا ساخت، از این اجسام پشتیبانی می‌کند. به‌عنوان مثال، چارچوب وسیلهٔ نقلیه، که قطعه‌ای از یک وسیلهٔ موتوری است و بدنه بر روی آن نصب می‌شود، گونه‌ای از شاسی است. اگر قطعات متحرکی مانند چرخ‌ها، جعبه‌دنده، و در برخی موارد صندلی راننده به‌طور مستقیم به شاسی متصل باشند، ساختار این مجموعه با نام «شاسی مستقل» خوانده می‌شود.